# Cases Barates (Reus)
Les Cases Barates són un grup de cases encara unifamiliars, de baix preu i amb un jardí minúscul, construïdes a Reus per l'Instituto Nacional de la Vivienda cap al 1942, avui ja diluïdes dins el nucli urbà. El projecte va ser de l'arquitecte municipal Antoni Sardà. La iniciativa la va tirar endavant l'alcalde Antoni Valls Julià, per pal·liar l'escassetat d'habitatges davant les onades d'immigrants que arribaven a Reus. Aquest alcalde engegà també altres reformes urbanístiques, com la construcció del Mercat Central.
Aquestes construccions s'estenen per tot Espanya, a partir del 1911, quan es promulga la primera Ley de Casas Baratas. El 1921 s'aprova la segona Ley de Casas Baratas, que el 1925 es fa extensiva a la classe mitjana per reial decret en temps de la Dictadura de Primo de Rivera. L'any 1923, l'alcalde Enric Oliva ja va fer un primer projecte per a la construcció d'unes cases barates, cap a la zona de l'Estació Enològica i el Passeig de Prim, però el projecte no tirà endavant.
Estan situades a l'est de la ciutat, al damunt de l'avinguda de Pere el Cerimoniós, entre el Camí Vell de Salou i el barranc de l'Escorial, en un antic descampat que es coneixia com el Camp perdut o l'Hort de la Tia. Els primers habitants de les Cases Barates van ser petits menestrals reusencs i oficinistes amb poc sou. Després es van anar poblant amb gent diversa, donades les bones condicions econòmiques per la compra de l'habitatge.
El projecte inicial parlava de 48 habitatges en filera agrupats en sis blocs. La característica principal és la seva simplicitat, amb elements racionalistes lligats a la tradició constructiva local.